# Rolf Hammar
Rolf Åke Hammar, född 27 augusti 1948 i Ludvika församling i Kopparbergs län, är en svensk före detta längdskidåkare, som bland annat kommit på fjärdeplats i Vasaloppet. Han har varit aktiv inom svensk idrottsrörelse.
Inledningsvis som generalsekreterare för Skid-SM 1978. Efter denna tjänst tillträdde Hammar som generalsekreterare för Vasaloppet vilket han varit sedan tidigt 1980-tal. Han har även varit ledamot av FIS (Internationella Skidförbundet) och Svenska Skidförbundet under stora delar från 1980-talet till tidigt 2000-tal.

## Utmärkelser
- H.M. Konungens medalj i guld av 8:e storleken (2019) för förtjänstfulla insatser inom svenskt idrottsrörelse.[2]
- Erhöll 2025 Riksidrottsförbundets förtjänsttecken.